# Ellinor Broman
Ellinor Broman, född 1966, är en svensk översättare och förläggare. Hon översätter främst från spanska och katalanska. 2018 grundade hon Palabra förlag tillsammans med kulturskribenten Gaspar Cano.

## Biografi
Broman har en masterexamen i spansk litteratur, och hon har även studerat katalanska. Som översättare arbetar hon med spanska, katalanska och engelska.
Det spanska språket lärde sig Broman under tiden som utbytesstudent i Spanien på 1980-talet. Hon har även studerat konstvetenskap och svenska som andraspråk. Introduktionen till översättande som yrke kom via översättningar av datorprogram i slutet av 1990-talet. Bromans första skönlitterära översättning dröjde dock till 2015.

### Palabra förlag
Broman tog initiativ till Palabra förlag (palabra efter spanskans ord för 'ord'), för att hon ville ge ut boken Allt jag har kvar av livet av spanjorskan Elvira Lindo. Vid en sammankomst på Spaniens ambassad i Stockholm blev hon bekant med Gaspar Cano. Han var tidigare chef för de lokala avdelningarna hos Instituto Cervantes i Stockholm och Berlin och delade Bromans intresse för spansk och latinamerikansk litteratur. Cano var med och drev förlaget till september 2019. 
Målsättningen med förlaget är att ge ut spansk- och katalanskspråkig litteratur i översättning till svenska. Det innebär bland annat romaner av författare som Carme Riera (Katalonien/Spanien), Dolores Reyes (Argentina), Antonio Muñoz Molina (Spanien) och ovannämnda Lindo, men även spanska serieromaner av namn som Paco Roca och Alfonso Zapico. Våren 2024 kom den fjärde och avslutande delen av Zapicos Balladen från norr, en tecknad serie baserad i Asturiens 1900-talshistoria. Det latinamerikanska förlagsintresset har även berört romaner från Chile och Colombia, där förlaget har gett ut Den okända dimensionen av chilenska författaren Nona Fernández.
Palabra förlag är ett litet förlag med begränsade utgivningsresurser. Våren 2024 tvangs man pausa nyutgivningen för minst ett år framåt. Tidigt 2025 återupptog man dock utgivningen, denna gång med Dansa hela natten på undergångens brant av spanjoren Sebas Martín i översättning från spanskan av Broman.